# Lorraine 72
Il Lorraine 72 era un veicolo militare su telaio 6×4, prodotto dalla francese Lorraine-Dietrich come copia su licenza del Tatra 72 cecoslovacco. In diversi allestimenti fu usato dall'Esercito francese e dalla Aeronautica durante la seconda guerra mondiale.

## Storia

### Sviluppo e acquisizione
Nel 1931 il costruttore cecoslovacco Tatra aveva presentato all'Armée de terre due veicoli su telaio a tubo centrale con sei ruote indipendenti e quattro ruote motrici, dalle notevoli doti di agilità e solidità. Avendone acquisito la licenza per la produzione in Francia, la Lorraine-Dietrich presentò, nel 1933, dei veicoli analoghi di propria produzione, tra i quali una voiture de reconnaissance tous-terrains Lorraine 72. 
Nel 1934, a Vincennes, l'arma di cavalleria sottopose il veicolo a prove comparative con il semicingolato da esplorazione Citroën-Kégresse P19, che evidenziarono superiori doti di velocità, carico utile, confort e minori consumi. Tuttavia la ridotta potenza del mezzo ne impedì l'adozione quale veicolo per dragons portés, ovvero i fanti meccanizzati che avrebbero dovuto seguire e supportare i carri armati. Venne invece adottato in circa 200 esemplari e varie versioni come vettura leggera da collegamento (VLTT, voiture de liaison tout-terrain), sia dall'esercito che dall'aeronautica.

### Impiego operativo
Pur essendo considerato un mezzo di transizione, all'entrata in guerra della Francia nel 1939 il veicolo costituiva ancora l'ossatura dei VLTT a 6 posti dell'Armée de terre, insieme a Citroën-Kégresse P19B e Laffly S15R. In questo ruolo il mezzo venne assegnato ai reggimenti di fanteria, artiglieria e cavalleria motorizzate. Il genio utilizzò una trentina di esemplari furgonati, assegnati al genio motorizzato delle divisioni di cavalleria (DC) e delle divisioni leggere meccanizzate (DLM). Nel 1936 un singolo prototipo venne allestito in versione ambulanza fuoristrada reggimentale (voiture médicale régimentaire). L'Armée de l'air adottò il veicolo come vettura per il trasporto materiale e come mezzo da ricognizione.

## Tecnica
Il mezzo era una copia esatta del veicolo Tatra, caratterizzato da un telaio basato su un tubo in acciaio, dotato nella parte anteriore di una flangia per il motore e il blocco di trasmissione. Nella parte posteriore sono due assi motori con assi pivotanti. Il motore era un Tatra alimentato a benzina, a quattro cilindri, raffreddato ad aria. Rispetto all'originale cecoslovacco, la modifica più importante fu l'introduzione sul muso di due ruotini folli, che dovevano agevolare il superamento di ostacoli. L'allestimento standard era torpedo, con copertura amovibile e portiere in tela. I mezzi dell'esercito si distinguevano da quelli dell'aeronautica per il passo più corto e per l'assenza del "gradino" sul bordo della carrozzeria appena dietro le portiere. L'allestimento per il genio era furgonato in lamiera, con un carico utile di 1,2 t.